# Менло Парк
Менло Парк (на английски: Menlo Park) е град в окръг Сан Матео, Района на Санфранциския залив, щата Калифорния, Съединените американски щати. Градът има население от 33 888 души (2016).

## География
Намира се в Силициевата долина, в източната част на окръга Сан Матео. Общата площ на Менло Парк е 45,1 km2, от която 25 km² е заета от суша, а 20 km² е водна повърхност.

## Икономика
В града е разположено седалището на социалната мрежа Facebook, а също офисите на компаниите Intuit, Geron, Robert Half International, Exponent, Sunset, SRI International и др. Съгласно обобщения финансов отчет на града за 2017 г., Facebook е най-големият работодател там с над 7000 служители.